# 阿斯古斯
阿斯古斯（；1992年6月19日—）是一位秘魯足球運動員。在場上的位置是中後衛。他現在效力於德國足球甲級聯賽球隊狼堡足球俱樂部，曾效力秘魯足球甲級聯賽球隊梅格足球俱樂部。